# 2016年リオデジャネイロオリンピックのスイス選手団
2016年リオデジャネイロオリンピックのスイス選手団（2016ねんリオデジャネイロオリンピックのスイスせんしゅだん）は、2016年8月5日から8月21日にかけてブラジルのリオデジャネイロで開催された2016年リオデジャネイロオリンピックのスイス選手団、およびその競技結果。

## 概要
今大会は金メダル3個、銀メダル2個、銅メダル2個の合計7個のメダルを獲得した。
自転車男子MTBクロスカントリーでは、ニノ・シューターが金メダルを獲得。2008年北京オリンピックの銅メダル、2012年ロンドンオリンピックの銀メダルに続き3大会連続のメダルとなった。

## メダル
| メダル | 選手名                                                          | 競技           | 種目                     |
| ------ | --------------------------------------------------------------- | -------------- | ------------------------ |
| 金     | リュカ・トラメ シモン・シュルヒ シモン・ニープマン マリオ・ギア | ボート         | 男子軽量級かじなしフォア |
| 金     | ファビアン・カンチェラーラ                                      | 自転車         | 男子個人タイムトライアル |
| 金     | ニノ・シューター                                                | 自転車         | 男子MTBクロスカントリー  |
| 銀     | ティメア・バシンスキー マルチナ・ヒンギス                       | テニス         | 女子ダブルス             |
| 銀     | ニコラ・スピリグ                                                | トライアスロン | 女子                     |
| 銅     | ジウリア・シュタイングルーバー                                  | 体操           | 女子跳馬                 |
| 銅     | ハイディ・ディートヘルム・ゲルベル                              | 射撃           | 女子25mピストル          |